# Irlandzki Kongres Związków Zawodowych
Irlandzki Kongres Związków Zawodowych (ang. Irish Congress of Trade Unions, ICTU) – centrala związkowa działająca na terenie Irlandii oraz Irlandii Północnej

## Historia
Centrala powstała w 1959 w wyniku połączenia Irish Trades Union Congress (założonego w 1894) i Congress of Irish Unions (założonego w 1945). 
Obecnie istnieje 55 związków zawodowych zrzeszonych w Kongresie, reprezentujących ponad 800 000 pracowników Irlandii. Centrala posiada również oddział Biuro Irlandii Północnej działające na terenie Irlandii Północnej. Zrzesza 36 związków zawodowych, które liczą łącznie około 250 000 pracowników.